# Horváth Csaba (labdarúgó, 1969)
Horváth Csaba (Budapest, 1969. március 7. –) válogatott labdarúgó, középpályás. Testvére Horváth Attila, labdarúgó.

## Pályafutása

### Klubcsapatban
1997 nyarán az izraeli Hapóél Be'er Sheva játékosa lett. Decembertől a Makkabi Ironi Asdódban szerepelt. 1998 januárjától az MK Hapóél Jerusálajimet erősítette. Klubjával az Izraeli labdarúgókupa döntőjéig jutott. A szezon után nem sikerült csapatot találnia. 1999 januárjától a Videotonhoz került kölcsönbe. 2000 januárjában visszatért az MTK-ba. 2000 júliusában a BKV Előréhez igazolt.

### A válogatottban
1990 és 1992 között három alkalommal szerepelt a válogatottban.

## Sikerei, díjai
- Magyar bajnokság
  - bajnok: 1996–97
  - 2.: 1989–90
  - 3.: 1988–89

## Statisztika

### Mérkőzései a válogatottban
| Magyarország | Magyarország         | Magyarország                 | Magyarország  | Magyarország | Magyarország     | Magyarország | Magyarország | Magyarország |
| #            | Dátum                | Helyszín                     | Hazai         | Eredmény     | Vendég           | Kiírás       | Gólok        | Esemény      |
| ------------ | -------------------- | ---------------------------- | ------------- | ------------ | ---------------- | ------------ | ------------ | ------------ |
| 1.           | 1990. március 20.    | Budapest, Üllői úti Stadion  | Magyarország  | 2 – 0        | Egyesült Államok | barátságos   | -            | 69'          |
| 2.           | 1991. március 27.    | Santander, Sardinero Stadion | Spanyolország | 2 – 4        | Magyarország     | barátságos   | -            | 89'          |
| 3.           | 1992. szeptember 23. | Budapest, Üllői úti Stadion  | Magyarország  | 0 – 0        | Izrael           | barátságos   | -            | 69'          |
|              | Összesen             |                              |               | 3            | mérkőzés         |              | 0            | gól          |